# Diyarbakır Eyalet

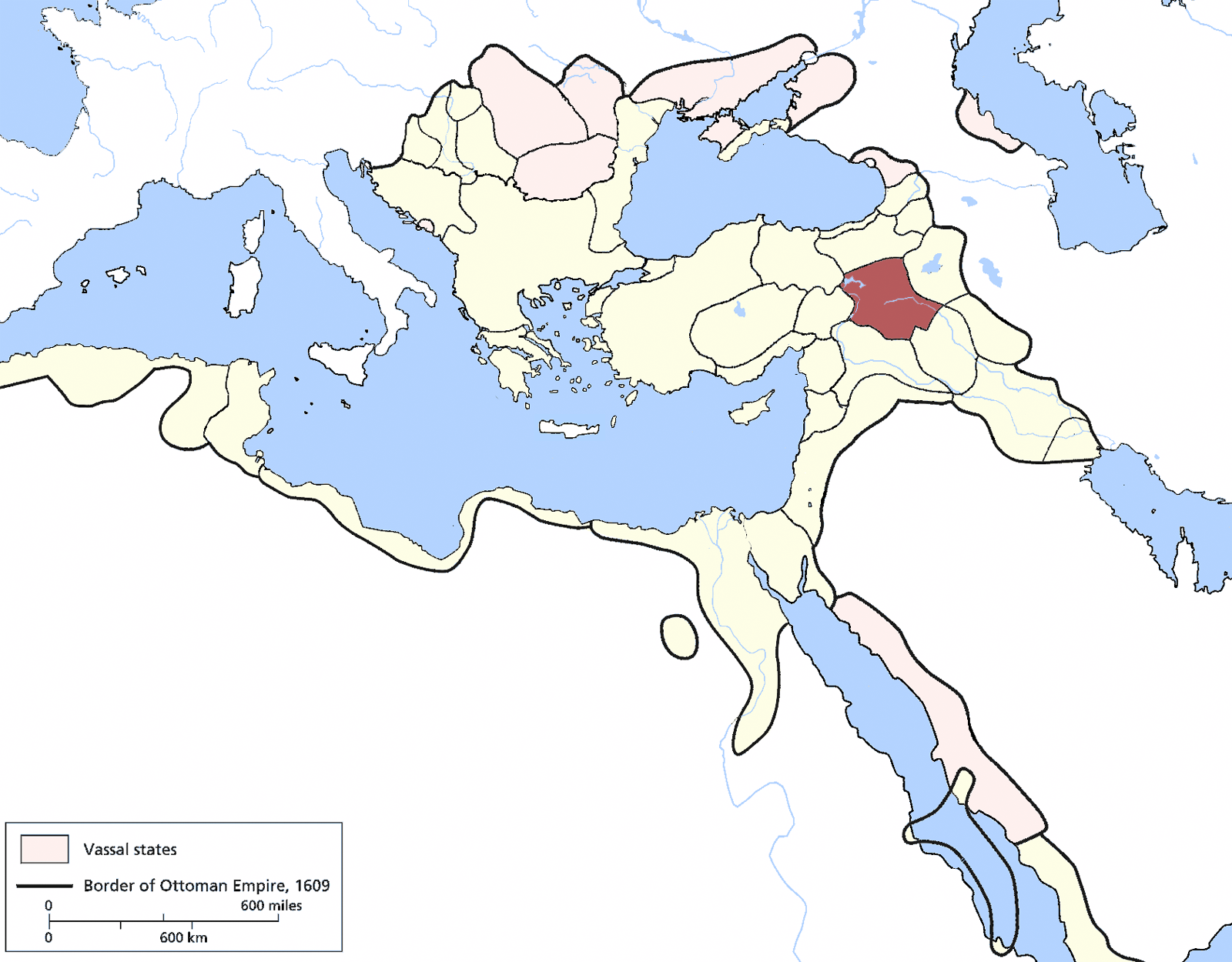
Diyarbakır Eyalet (1609)

Diyarbakır Vilayet (osmanska ایالت دیاربكر; Eyālet-i Diyār-i Bekr, turkiska Diyarbekir Eyaleti) var en  provins (eyalet) i Osmanska riket mellan 1515 och 1867 med en yta av 52 660 km².